# Abies pindrow
Abies pindrow (Royle ex D.Don) Royle  è un albero della famiglia delle Pinaceae endemico dell’Himalaya; è presente in Afghanistan, Nepal e India settentrionale.

## Etimologia
Il nome generico Abies, utilizzato già dai latini, potrebbe, secondo un'interpretazione etimologica, derivare dalla parola greca ἄβιος = longevo. Il nome specifico pindrow fu coniato da John Forbes Royle in assonanza al nome comune di questo abete nella regione del Simla.

## Descrizione

### Portamento
Abies pindrow può raggiungere i 60 m di altezza, con tronco  fino a quasi 2,5 m di diametro e rami corti. Ha portamento conico con chioma stretta. I germogli sono sferici, di colore giallo-grigio e pubescenti.

### Foglie
Sono lunghe 3-6 cm, aghiformi, bifide, di colore verde scuro con due fasce grigie di stomi nella faccia inferiore. Le gemme sono grandi, sferiche e resinose.

### Frutti
Sono coni cilindrici, purpurei  e poi marroni a maturazione, lunghi 10-18 cm e larghi 6-7 cm, con scaglie larghe 3 cm.  I semi sono lunghi  10-12 mm.

### Corteccia
Grigia e liscia da giovane,  con il passare degli anni si inspessisce, divenendo color grigio-marrone e profondamente solcata.

## Distribuzione e habitat
Cresce a quote di alta montagna  comprese tra i 2000 e i 3300 m, su suoli rocciosi. Il clima di riferimento è freddo, a regime monsonico,  con abbondanti precipitazioni in buona parte nevose.  Forma  foreste pure, o in associazione con Picea smithiana , Pinus wallichiana, Tsuga dumosa  e  Cedrus deodara; a quote più basse si ritrova in associazione con specie caducifoglie come Quercus semecarpifolia, Quercus dilatata , Juglans regia, Aesculus indica  e varie specie dei generi  Acer,  Prunus  e Ulmus.

## Tassonomia
È accettata la seguente sottospecie:
- Abies pindrow var. brevifolia Dallim. & A.B.Jacks - endemica dell'area himalayana del Kashmir

### Sinonimi
Numerosi sono i sinonimi:
- Picea pindrow (Royle ex D.Don) Loudon
- Pinus pindrow Royle ex D.Don

## Usi
Nella zona himalayana il legno di questa specie è molto utilizzato in edilizia, in particolare per la realizzazione di pavimenti,  soffitti, scale e tegole per tetti.  Poco utilizzato in orticoltura.

## Conservazione
Viene classificata come specie a rischio minimo di estinzione nella  Lista rossa IUCN,  per il suo areale molto vasto e l’assenza di evidenze di declino della sua popolazione.

## Galleria d'immagini

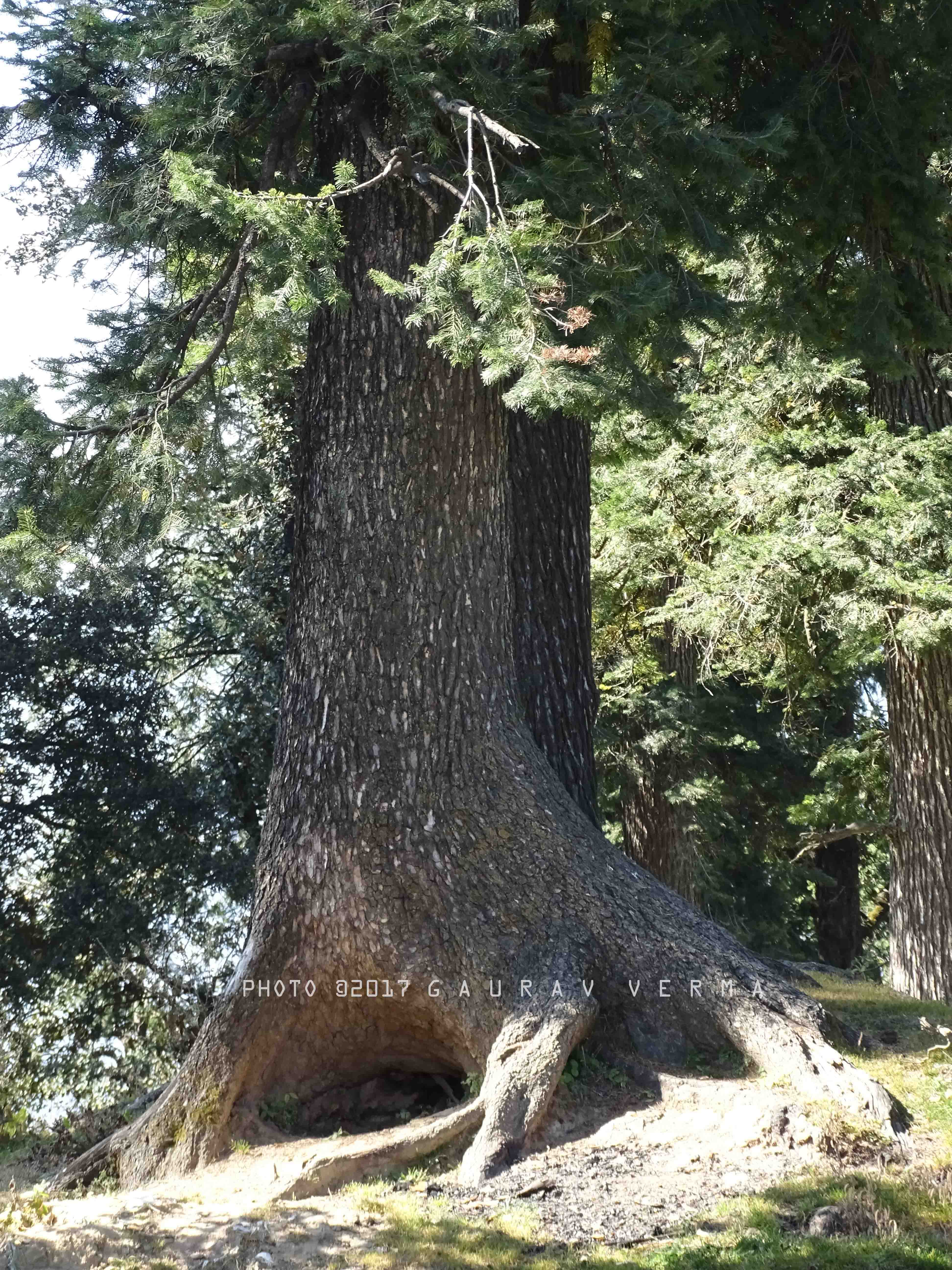
Tronco
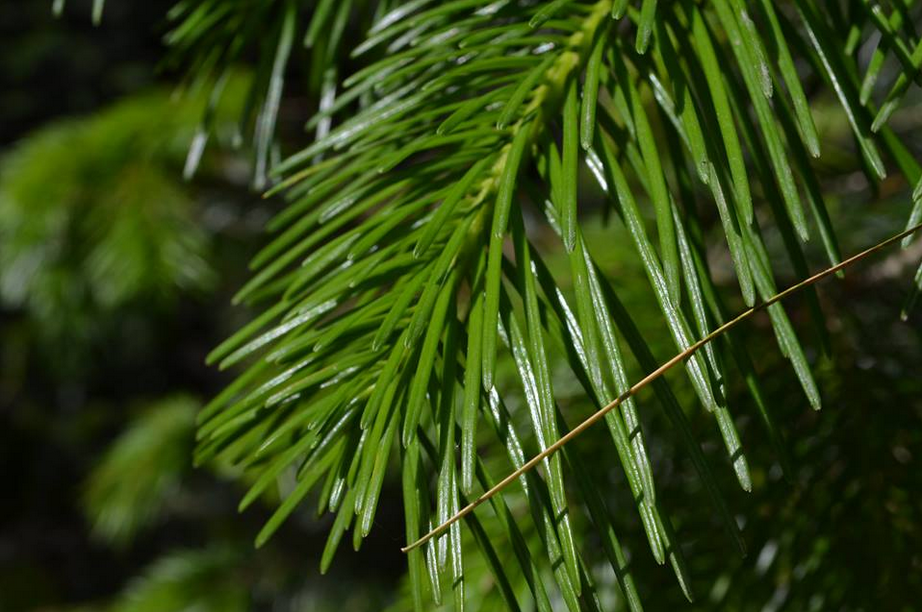
Aghi
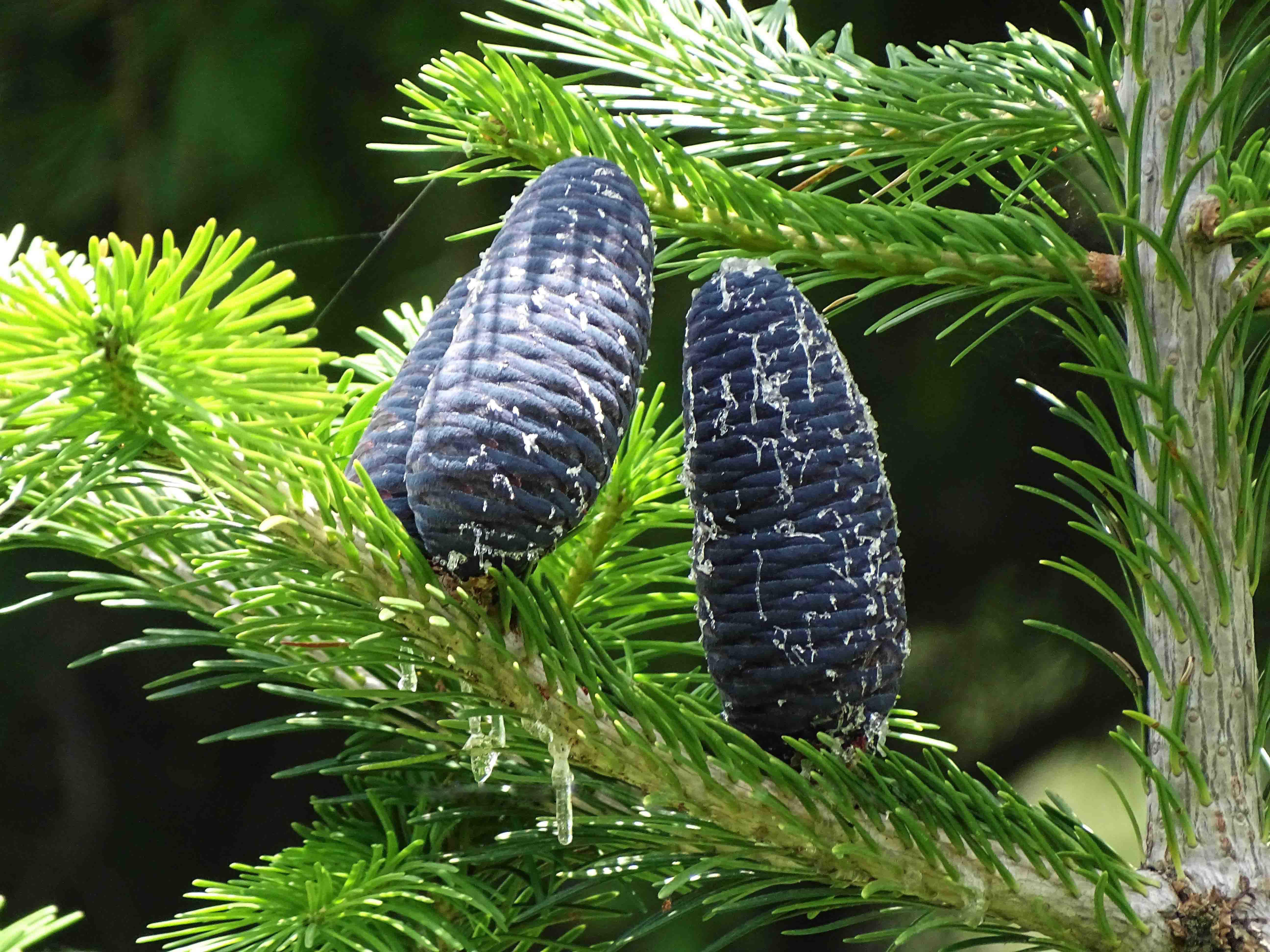
Coni
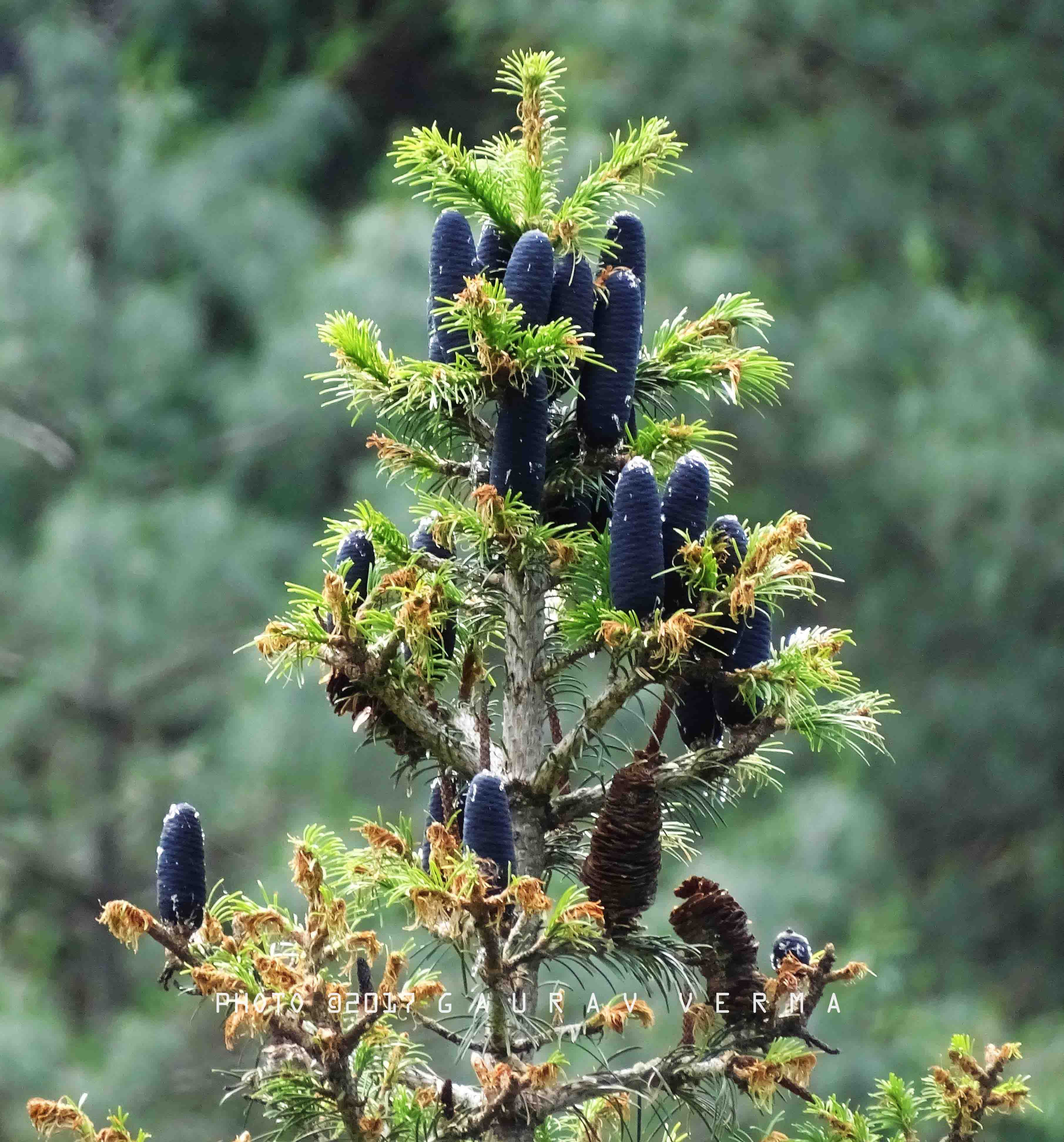
Parte sommitale
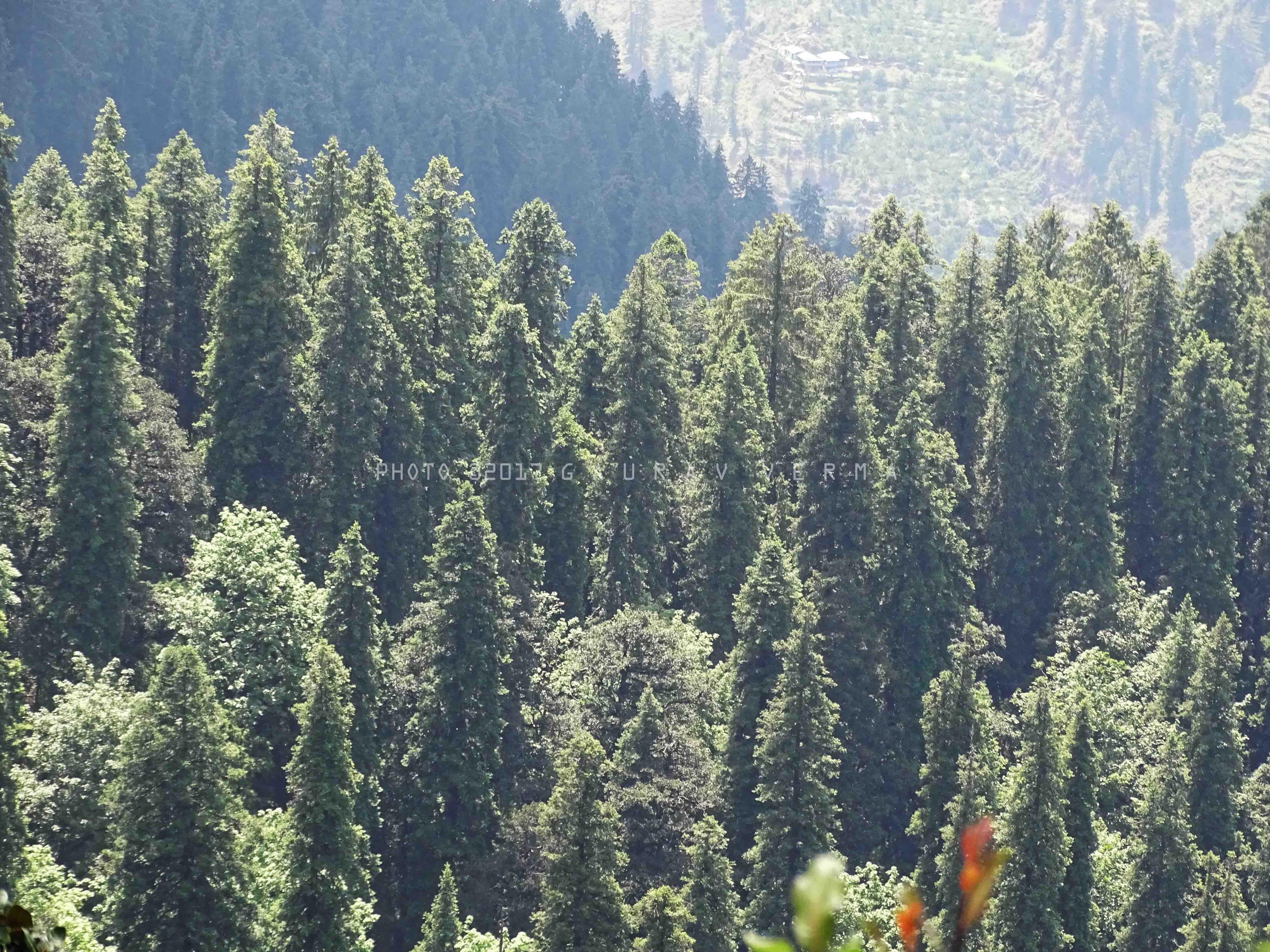
Foresta di  Abies pindrow
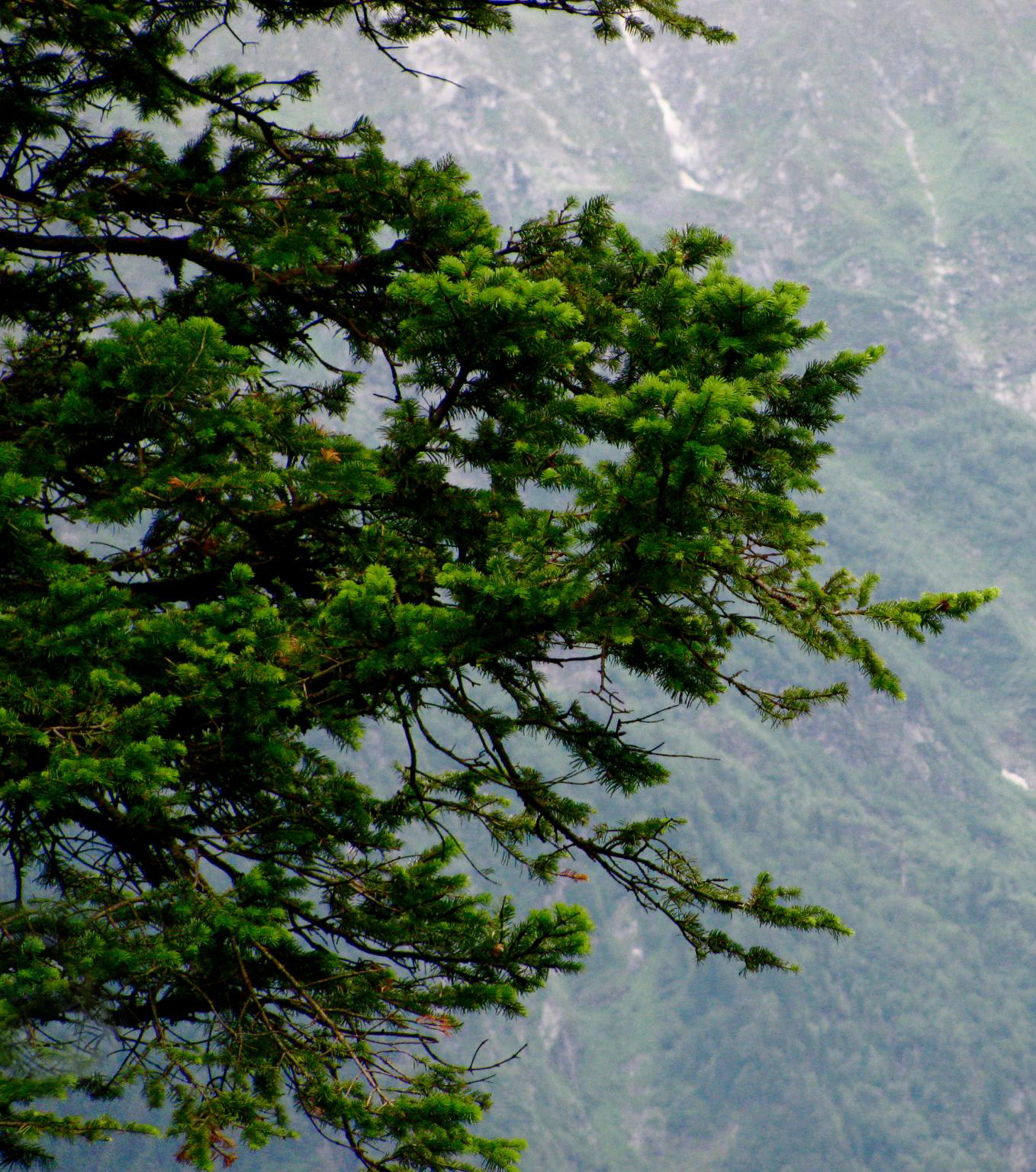
Esemplare  in primo piano